# 视频转换
视频转换是指将某种格式的视频通过重新编码从而转换成为另外一种格式。如将AVI转换为MP4，DVD转换成AVI。
因为目前的移动设备非常之多，因为各个公司的竞争关系，所以产品所支持的格式不尽相同，所以视频转换应运而生。
目前市面上的视频格式有：WMV, ASF, AVI, RMVB, FLV, RM, MOV, QT, MP4, M4V, DV, 3GP, 3G2, DAT, MPG, MPEG, VOB, FLV, MKV, MTS, M2TS, F4V, SWF等
美國製造的常见的格式转换軟體有：
- 超級轉霸：轉換各種影音通用格式，燒錄影片到DVD/SVCD/VCD，轉檔和燒錄影片到AVCHD。
- Total iPad Converter：轉換各種影音通用格式以及DVD光碟用于在iPad上播放。
- Windows Movie Maker：将视频转成AVI，ASF,WMV
- YouTube：将视频转成AVI,MP4(H.264),FLV等

軟體中常見的格式代稱，部分軟體考量使用者相關知識較低階使用代稱
- Portable Device：将格式转成MP4（iPhone，iPod，iPad,PSP,Zune)，手机类转成3GP或MP4
- DVD：转成ISO,VOB或者是从DVD转成其他格式，AVI,MP2,MP4等。
- Blu-ray：将蓝光碟解密转成其他能直接在电脑上观看的格式，或者将蓝光碟的内容刻录到另一张碟上，格式可能是AVI,MP4(H.264)。

## 比较
| 转换軟體                  | 不重壓直轉 | 批量轉檔 | 多檔案 | 只輸出音軌 | 截圖 | 解壓音軌 | 預覽 | 加入特效 | 簡易編輯 | 燒錄DVD | 燒錄藍光 | 暫存列表 | 加入章節 | 轉換線上影片 | 字幕支援 | 上傳YouTube | 變動編碼輸入 |
| ------------------------- | ---------- | -------- | ------ | ---------- | ---- | -------- | ---- | -------- | -------- | ------- | -------- | -------- | -------- | ------------ | -------- | ----------- | ------------ |
| Any Video Converter       | 否         | 是       | 是     | 是         | 否   | 是       | 是   | 是       | 是       | 是      | 是       | 否       | 是       | 是           | 是       | 否          | ?            |
| Audials Tunebite 10白金版 | 否         | ?        | 否     | 是         | 否   | 是       | 是   | 是       | 是       | 否      | ?        | ?        | ?        | 是           | ?        | 否          | ?            |
| 喵影工厂                  | 是         | 是       | 是     | 是         | 是   | 是       | 是   | 是       | 是       | 否      | 否       | 是       | 是       | 否           | 是       | 否          | 是           |
| 艾奇视频转换器白金版      | 是         | 是       | 是     | 是         | 是   | 是       | 是   | 否       | 否       | 否      | 否       | 是       | 是       | 否           | 是       | 否          | 是           |
| Avidemux                  | 是         | 是       | 是     | 是         | 是   | 是       | 是   | 是       | 是       | 否      | 否       | 是       | 是       | 是           | 是       | 否          | 是           |
| FFmpeg                    | 是         | 是       | 是     | 是         | 是   | 是       | 否   | 是       | 是       | 否      | 否       | 是       | 是       | 是           | 是       | 否          | 是           |
| 格式工厂                  | 部份       | 是       | 是     | 是         | 是   | 是       | 否   | 否       | 否       | 否      | 否       | 否       | 否       | 否           | 是       | 否          | ?            |
| DVDVideoSoft Free Studio  | 是         | 是       | 否     | 是         | 是   | 是       | 是   | 是       | 是       | 是      | 是       | 是       | 否       | 否           | 否       | 是          | ?            |
| Freemake Video Converter  | 否         | 是       | 是     | 是         | 是   | 是       | 是   | 是       | 是       | 是      | 是       | 否       | 是       | 是           | 是       | 是          | 是           |
| HandBrake                 | 部份       | 是       | 否     | 是         | 否   | 否       | 是   | 否       | 是       | 否      | 否       | 否       | 是       | 是           | 是       | 否          | 是           |
| 狸窝视频转换器            | 是         | 是       | 是     | 是         | 是   | 是       | 是   | 否       | 否       | 否      | 否       | 是       | 否       | 否           | 是       | 否          | 是           |
| Prism Video Converter     | 否         | 是       | 否     | 是         | 否   | 是       | 是   | 否       | 是       | 是      | ?        | 否       | 否       | ?            | 否       | 否          | 是           |
| Movavi Video Suite        | 是         | 是       | 是     | 是         | 否   | 是       | 是   | 否       | 是       | 否      | 否       | 否       | 否       | 否           | 是       | 否          | 是           |
| XMedia Recode             | 是         | 是       | 否     | 是         | 否   | 是       | 是   | 是       | 是       | 否      | 否       | 否       | 是       | 否           | 是       | 否          | ?            |